# Typhonium alismifolium
Typhonium alismifolium är en kallaväxtart som beskrevs av Ferdinand von Mueller. Typhonium alismifolium ingår i släktet Typhonium och familjen kallaväxter. Inga underarter finns listade.